# ميلوس بيتروفيتش
ميلوس بيتروفيتش (5 مايو 1990 بنيش في صربيا - ) هو لاعب كرة قدم صربي في مركز الدفاع. لعب مع رادنيتشكي نيش.

## وصلات خارجية
- ميلوس بيتروفيتش على موقع قاعدة بيانات كرة القدم.إي يو (الإنجليزية)
- ميلوس بيتروفيتش على موقع بيانات كرة القدم. دي إي (الألمانية)
- ميلوس بيتروفيتش على موقع Soccerbase.com (لاعب) (الإنجليزية)
- ميلوس بيتروفيتش على موقع Soccerway.com (الإنجليزية)
- ميلوس بيتروفيتش على موقع عالم كرة القدم.نت (الإنجليزية)